# Rollwitz
Rollwitz est une municipalité allemande du land de Mecklembourg-Poméranie-Occidentale et l'arrondissement de Poméranie-Occidentale-Greifswald.

## Personnalités liées à la ville
- Reinhold Koser (1852-1914), historien né à Schmarsow.